# Ansarve
Ansarve är en bebyggelse i Tofta socken i Gotlands kommun,  belägen på västra Gotland strax söder om kyrkbyn Tofta och norr om Tofta strand. SCB har för bebyggelsen kring byn avgränsat en småort och namnsatt den till Ansarve och Tofta. 2000 och 2005 med namnet Tofta. 2015 klassades bebyggelsen söder om Ansvere till tätorten Tofta och vid avgränsningen 2020 klassades denna bebyggelse som en del av tätorten Tofta.
I Ansarve är Gotlands största skeppssättning från bronsåldern belägen.